# Virginia Mayo
Virginia Mayo, geboren als Virginia Clara Jones (Saint Louis (Missouri), 30 november 1920 – Thousand Oaks, 17 januari 2005), was een Amerikaans filmactrice.

## Loopbaan
Mayo werd door haar tante gestimuleerd zich op het gebied van dans te kwalificeren. Ze was lid van de St. Louis Municipal Opera, zong in het koor en trad daarna met zes andere meisjes op in het Jefferson Hotel. Daar werd ze door Andy Mayo gevraagd om mee te doen aan zijn populaire vaudevillevoorstellingen, als ringmeester voor twee mannen verkleed als paard. Ze nam vanaf dat moment de naam "Mayo" aan. Ze werkte drie jaar in deze rol en verscheen met Eddie Cantor op Broadway in het stuk Banjo Eyes (1941).
Ze bleef aan haar carrière als danseres werken, tekende een contract met Samuel Goldwyn en verscheen in een aantal van zijn films. Ze speelde ook met Danny Kaye in een aantal succesvolle komedies, waaronder Wonder Man (1945), The Kid from Brooklyn (1946) en The Secret Life of Walter Mitty (1947).
Een van haar beste optredens was in de film White Heat uit 1949, waar ze Verna Jarrett speelde, de vrouw van gangster Cody Jarrett (gespeeld door James Cagney). Later vertelde ze in interviews dat ze tijdens het filmen soms echt bang werd van Cagney omdat hij zo realistisch en natuurlijk acteerde.
Haar rol in The Best Years of Our Lives was interessant omdat ze atypisch werd gecast, en ze kreeg lovende kritieken voor haar spel.
Ze trouwde acteur Michael O'Shea in 1947, hij overleed in 1973. Ze hadden een dochter samen, Mary Catherine O'Shea (1953). Ze woonden in Thousand Oaks in Californië.
In de jaren vijftig en zestig kreeg ze rollen in verschillende B-films, vaak westerns en avonturenfilms, maar soms ook in musicals. Haar zangstem werd altijd gedubd.
Virginia Mayo kreeg een ster op de Hollywood Walk of Fame voor haar werk voor televisie.
In de jaren negentig gaf Mayo haar uitgebreide verzameling van Hollywoodmemorabilia aan de bibliotheek van Thousand Oaks. Ze overleed in Thousand Oaks in januari 2005 na een lange ziekte. Ze werd 84 jaar oud.